# Rio das Minas
Rio das Minas är ett vattendrag i Brasilien.   Det ligger i delstaten Acre, i den västra delen av landet, 2 800 km väster om huvudstaden Brasília.
I omgivningarna runt Rio das Minas växer i huvudsak städsegrön lövskog. Trakten runt Rio das Minas är nära nog obefolkad, med mindre än två invånare per kvadratkilometer.